# Nintendo Entertainment Analysis and Development
A Nintendo Entertainment Analysis and Development (任天堂 情報開発本部, Nintendō Jōhō Kaihatsu Honbu) vagy rövidítve EAD a Nintendo legnagyobb leányvállalata. Elődje a Creative Department volt egy tervezőcsapattal, melynek Mijamoto Sigeru és Tezuka Takasi is a tagja volt. Ők ketten napjainkban az EAD vezetői és számos játék megalkotói. Az EAD legismertebb játékai a Super Mario–sorozat, a The Legend of Zelda, az F-Zero-sorozat, a Star Fox-sorozat, a Donkey Kong-sorozat és a Pikmin-sorozat.